# Joseph Vũ Văn Thiên
Joseph Vu Van Thien (vietnamita: Giuse Vũ Văn Thiên; nascido em 26 de outubro de 1960 em Kẻ Sặt) é um clérigo vietnamita e arcebispo católico romano de Hanói.
Joseph Vu Van Thien foi ordenado sacerdote em 24 de janeiro de 1988.
O Papa João Paulo II o nomeou Bispo de Hai Phong em 26 de novembro de 2002. A consagração episcopal doou-lhe o Arcebispo de Hanói, cardeal Paul Joseph Phạm Đình Tụng, em 2 de janeiro do ano seguinte; Os co-consagradores foram Paul Nguyên Van Hòa, Bispo de Nha Trang, e François Xavier Nguyên Van Sang, Bispo de Thái Bình.
Em 17 de novembro de 2018, o Papa Francisco o nomeou Arcebispo de Hanói. A posse ocorreu em 18 de dezembro do mesmo ano.